# Parnassia deqenensis
Parnassia deqenensis är en benvedsväxtart som beskrevs av Tsue Chih Ku. Parnassia deqenensis ingår i släktet Parnassia och familjen Celastraceae. Inga underarter finns listade.